# سیارک ۴۳۸۹۰
سیارک ۴۳۸۹۰ (به انگلیسی: 43890 Katiaottani، نامگذاری:1995QT3) چهل و سه هزار و هشتصد و نودمین سیارک کشف شده‌است که در ۳۱ اوت ۱۹۹۵ کشف شد.